# Гранд-Арми-Плаза (Бруклин)

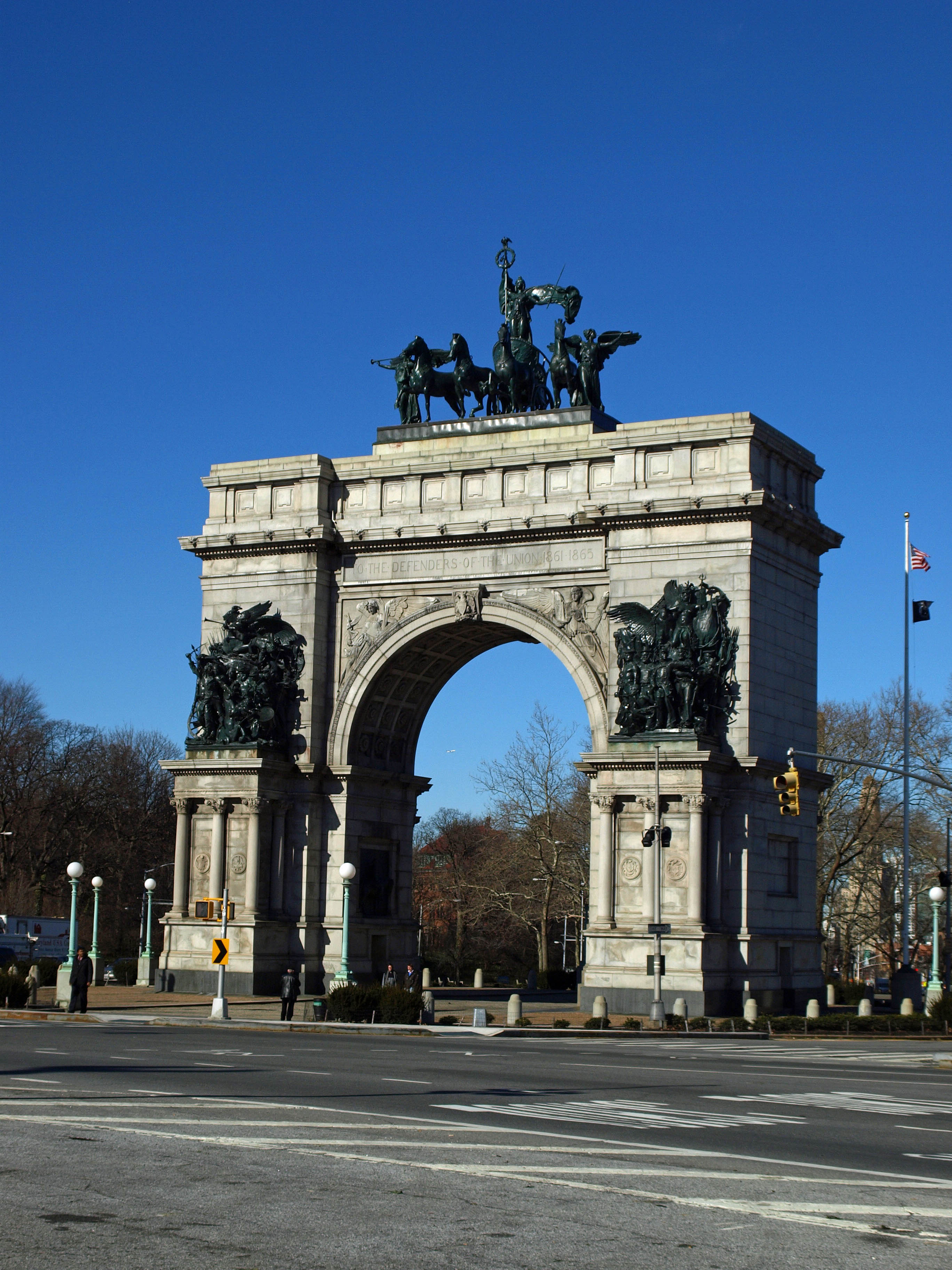
Триумфальная арка на Армейской площади

Гранд-Арми-Плаза (англ. Grand Army Plaza) — площадь в районе Бруклин города Нью-Йорка, США, которая формирует главный вход в Проспект-парк. Площадь представляет собой кольцо, от которого радиально идут восемь улиц в разные стороны Бруклина. Территория площади — 4,4 га.
Проект площади разработали Фредерик Лоу Олмстед и Калверт Вокс в 1867 году, и первоначально она носила название площадь Проспект-парка. В 1926 году её переименовали в площадь Великой Армии, что сделало её одноимённой с площадью на Манхэттене.

## Триумфальная арка

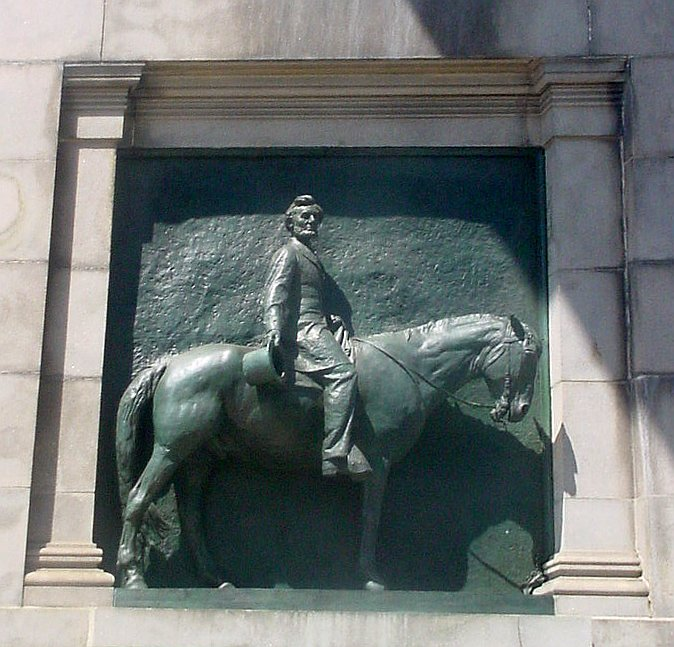
Монумент Аврааму Линкольну в колонне арки

Поскольку первоначально площадь задумывалась как вход в Проспект-парк, но в план архитекторов входил только фонтан, который окружён небольшими уступами для защиты площади от уже в то время шумной транспортной развязки, местности не хватало ворот.
6 августа 1889 года путём голосования был выбран проект американского архитектора Джона Дункана. Он предложил создать мемориальную триумфальную арку классического стиля подобно той, что стоит на площади Звезды в Париже. Полтора месяца участок готовили для будущей застройки, и 10 октября генерал армии США Уильям Шерман возложил в основание будущей стройки краеугольный камень. Спустя три года — 21 октября 1892 года — арка была открыта 24-м президентом страны Стивеном Кливлендом.

### Монументы
Сразу во время строительства были созданы только два монумента: Авраам Линкольн и Улисс Грант. Они находятся во внутренних стенах арки. Внешние элементы появились в течение последующих девяти лет.
Известные композиции Дух армии, Дух флота и Квадрига были установлены на арку с 1898 по 1901 год.

## Фонтаны площади

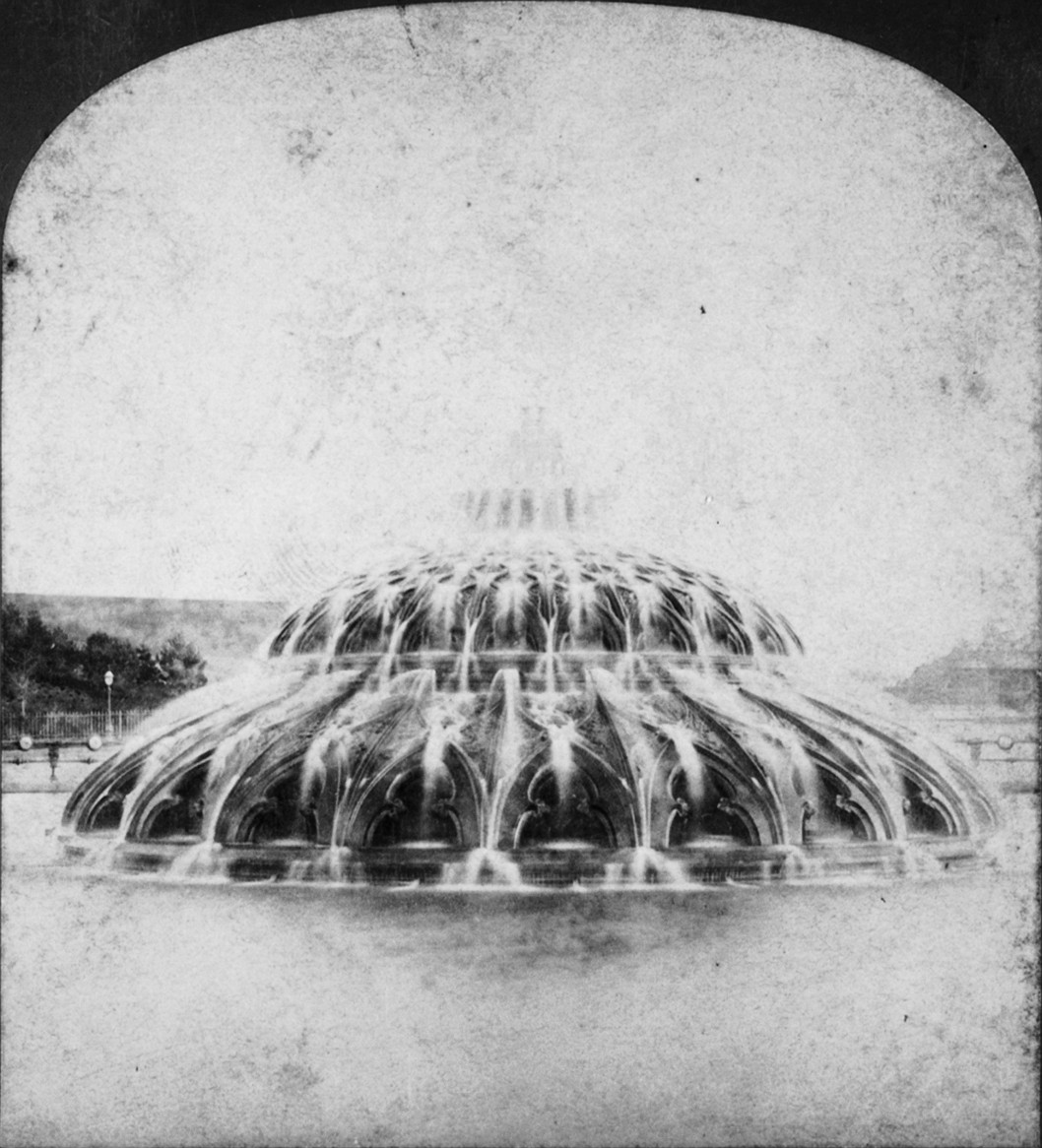
Фонтан Колверта в 1873 году

За всю свою историю площадь повидала четыре фонтана. Три из них не сохранились по разным причинам.

### Фонтан Колверта Вукса
Первый фонтан на площади был установлен в 1867 году и назывался Фонтаном золотых брызг. В 1873 году, спустя всего шесть лет, на его месте установили другой — Фонтан Колверта Вукса. Он имел два кругообразных чугунных яруса и уникальную для того времени ночную газовую иллюминацию. Она освещала как конструкцию и струи фонтана, так и поверхность всей воды, расходуя 60 000 галлонов газа в час.

### Фонтан Дарлингтона
Фонтан Колверта к 1890-м годам дал течь, из-за чего его часто отключали, чтобы не затоплять площадь. В итоге на его месте был установлен фонтан с электрической разноцветной подсветкой и более чем 2000 струй, которые изображали различные эффекты. Проект такого великолепия принадлежал Фредерику Дарлингтону. Фонтан привлекал по 20-30 тысяч посетителей в сутки.
Третий фонтан простоял немногим более 18 лет. В 1915 году его удалили, так как под ним требовалось провести линию метро. Её строительство не оставило место для комнаты, из которой операторы управляли фонтаном. На этом месте больше десятилетия был безлесный травянистый холм.

### Фонтан «Стена замка»

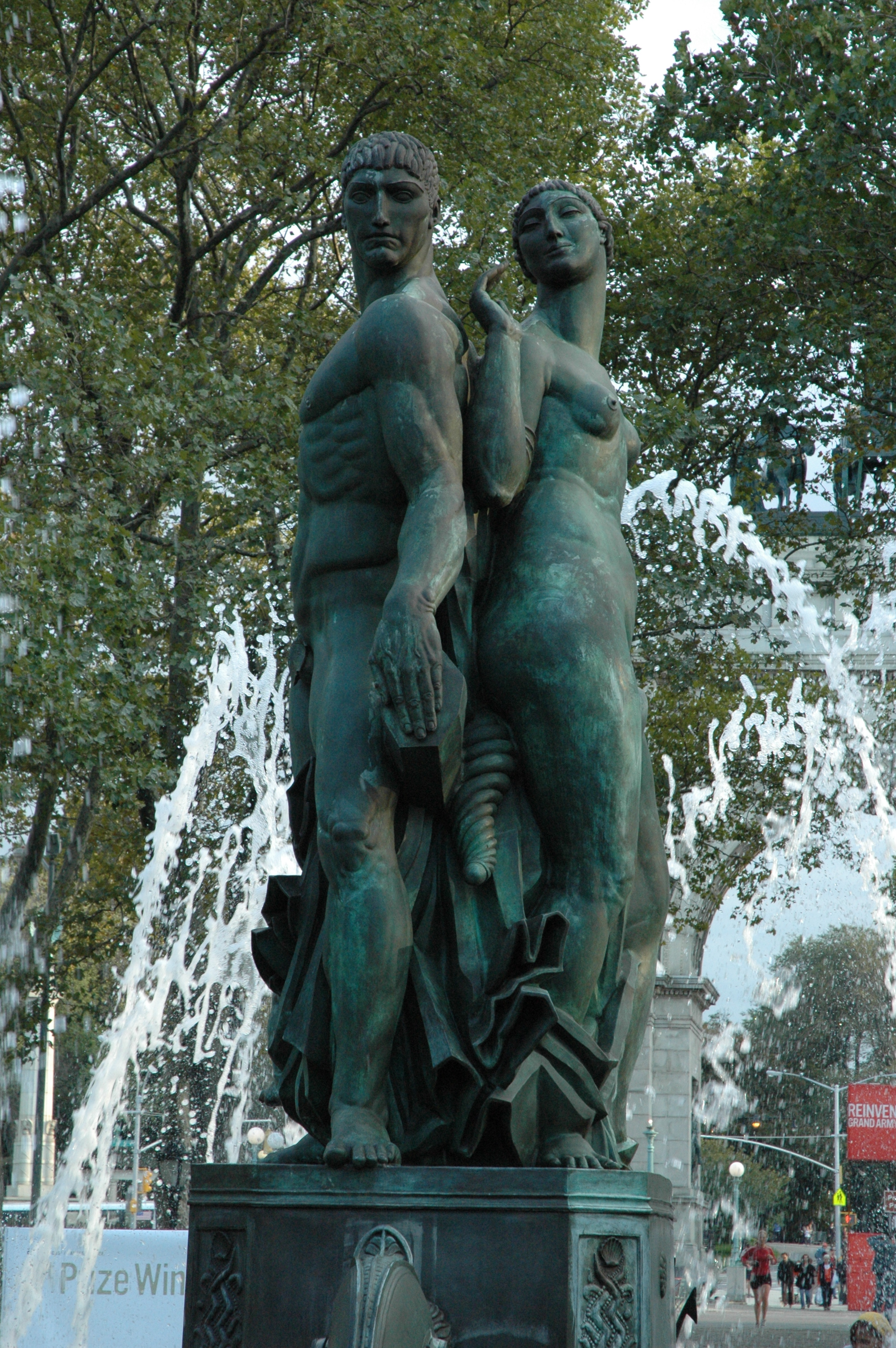
Центральная скульптура фонтана

В 1932 году на пустующем участке площади вновь был поставлен действующий и поныне фонтан. Его строительство финансировал Франк Бэйл. Он хотел, чтобы фонтан стал мемориалом для его жены Мэри.
Центр фонтана украшен статуями мужчины и женщины, символизирующими мудрость и счастье. Также присутствует Нептун.
В 2005—2006 гг. фонтан был реконструирован Союзом Проспект-парка.

## Публичная библиотека
Центральная Публичная библиотека Бруклина находится на юго-восточном углу площади. Когда начиналось строительство, планировалось разместить новую станцию метро Брайтонской линии в здании, что позволило бы обеспечить посетителей Гранд-Арми-Плаза и библиотеки общественным транспортом. Проект оказался дорогостоящим, поэтому ближайшая станция метро находится в нескольких кварталах от этого места.